# 陳道潛 (阮朝)
陳道潛（越南语：／；1859年—1907年），號廣川（／），越南阮朝官員。

## 生平
陳道潛是承天府廣田縣福煙總東林社（今屬承天順化省豐田縣豐收社東林村）人，嗣德十二年（1859年）出生。嗣德三十一年（1878年），陳道潛參加承天場鄉試，考中舉人。嗣德三十三年（1880年），陳道潛會試中格，庭試因寫錯字而被黜回舉人。咸宜元年（1885年），陳道潛參加會試，考中會元，準入庭試。庭試過後，未及放榜，尊室說發動勤王運動，庭試成績因此作廢。同慶年間，陳道潛任教授，領廣田訓導。成泰元年（1889年），陳道潛經審核準預庭試，考中己丑科進士。後歷任懷仁知府、國子監司業、國學場管教、戶部侍郎充辦閣務、戶部右參知。維新元年（1907年）十一月，陳道潛去世，壽四十九歲，追授戶部尚書。